# 모르네 소스

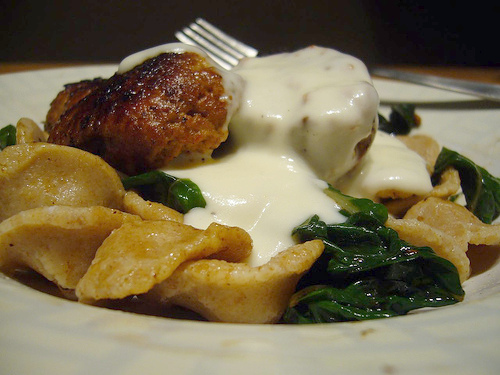
오레키에테 파스타에 뿌린 모르네 소스

모르네 소스(프랑스어: Sauce Mornay)는 베샤멜 소스에 그뤼예르 치즈를 썰고 간 소스다. 영국식 발음을 따 모르네이 소스라고도 한다. 보통 그뤼예르라 하는데 에멘탈 치즈, 흰색 체더 치즈와 같이 섞어 만든 소스도 있다.모르네 소스를 활용하는 요리로는 마카로니 앤드 치즈가 대표적이다.

## 유래
모르네 소스의 어원은 정확히 밝혀진 바가 없다. 근세 프랑스의 학자이자 외교관이었던 필리프 드 모르네 (1549~1623)의 이름을 따왔다는 설이 있으나, 그 당시 치즈를 넣어 만드는 소스라 하면 블루테 소스가 기본이었고 베샤멜 소스는 아직 개발되지도 않은 시대였다는 오류가 있다.
1820년 출간된 <왕실 요리법> (Le cuisinier Royal)에도 모르네 소스란 단어는 실려있지 않았으며, 19세기 파리에서 이름을 날렸던 레스토랑인 팔레로얄의 르 그랑 베푸르에서 모르네 소스를 처음 선보인 것이 직접적인 기원으로 여겨진다.

## 같이 보기
- 크로크므시외
- 마카로니 앤드 치즈